# Sportartikelhersteller
Ein Sportartikelhersteller ist ein Unternehmen, das Sportartikel, wie beispielsweise Turnschuhe, Sportbekleidung und Sportgeräte herstellt.
Die Branche basiert auf dem Sportingenieurwesen, d. h. der Gesamtheit der Ingenieurwissenschaften in den Bereichen Ergonomie, Mechanik, Design, Marketing, Physiologie, Materialforschung und Biomechanik, die zur Konzeption und Entwicklung von Zubehör für die Ausübung einer Sportart beitragen.
Bekannte Sportartikelhersteller sind Nike, Adidas, Under Armour, Reebok und Puma.